# Нойбург-на-Рейне

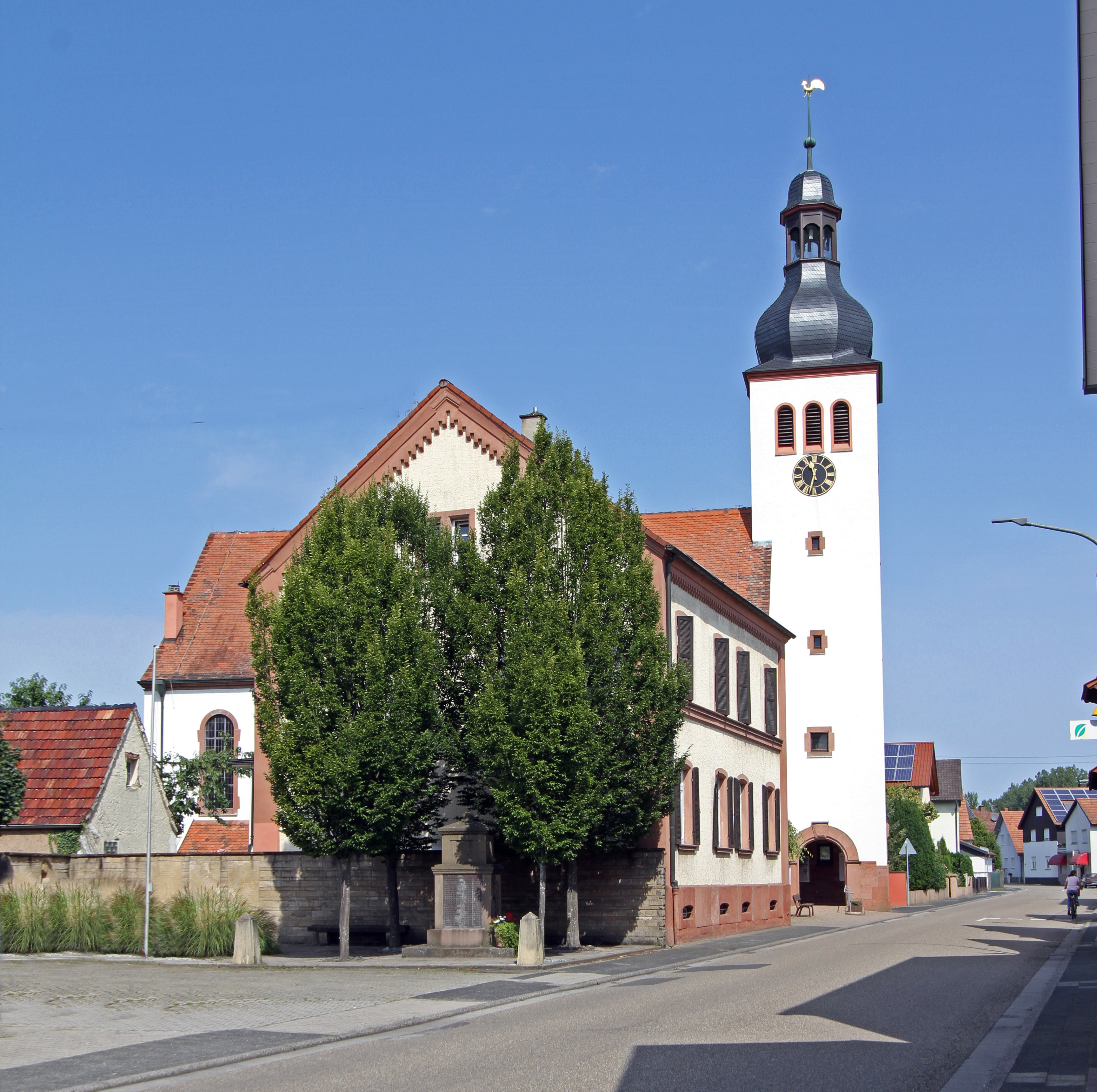

Нойбург-на-Рейне (нем. Neuburg am Rhein) — коммуна в Германии, в земле Рейнланд-Пфальц. 
Входит в состав района Гермерсхайм. Подчиняется управлению Хагенбах.  Население составляет 2555 человек (на 31 декабря 2010 года). Занимает площадь 8,25 км².